# قرحة فراش
الناقبة أو قرحة الفراش (بالإنجليزية: bedsore)‏ أو قرحة الاستلقاء (بالإنجليزية: decubitus ulcer)‏ هي تفتح بالجسم نتيجة عدم تدفق الدم بشكل سليم وبذلك موت طبقات من الجلد، وذلك لأن الجلد يكون تحت ضغط من الفراش أو الكرسي المتحرك أو أي سطح آخر غير مرن لفترة طويلة.
ويكون غالبا بأسفل الظهر والأكتاف من الخلف وأكعاب الأقدام وذلك لوجود نتوء عظمي يضغط بفعل وزن الجسم على الخلايا والأنسجة مما يمنع عن هذه الخلايا التروية والتغذية المناسبة بسبب إعاقة جريان الدم في هذه الأنسجة.

## الأسباب
يكون الجلد غني بالدم الذي يقوم بإرسال الأكسجين لباقي الطبقات. فإذا حدث توقف لإمدادات الدم للجلد لأكثر من 2 إلى 3 ساعات سيموت الجلد بداية من الطبقة الخارجية له. السبب الرئيس لقلة عملية تدفق الدم في الجلد هو الضغط عليه.
بالنسبة لتحركات الجسم العادية فهي لا تسبب ضغط علي الجلد وذلك بسبب تغيير وضع الجسم بشكل مستمر ولذلك فإن تدفق الدم لا يتوقف لفترة طويلة. إن وجود طبقة دهنية تحت الجلد، خاصة علي منطقة العظام، تساعد علي عدم إغلاق الأوعية الدموية.
الأشخاص الذين يعانون من الشلل أو عدم القدرة على الحركة هم أكثر عرضة للإصابة بقرح الفراش. أيضاً الذين لا يشعرون بالتعب أو الألم هم أكثر عرضة للإصابة وذلك لأن الشعور بالألم هو الحافز التلقائي علي الحركة.
بعض الأمراض التي تؤثر علي الأعصاب مثل إصابات الرأس أو السكتة الدماغية أو مرض السكر وبعض الأمراض الأخرى تقلل الشعور الطبيعي بالتعب والألم.
الغيبوبة أيضاً من الأعراض التي تساعد على عدم الشعور بالتعب.
هناك بعض الأشخاص الآخرين عرضة للإصابة بقرح الفراش وهم الأشخاص شديدى النحافة وذلك لأنهم ليس لديهم طبقة دهنية تحت سطح الجلد وعليه فإن الجلد يحك بشكل مباشر وكبير مع العظام، وأيضاً يصعب شفاء جروح هؤلاء الأشخاص بشكل طبيعي وذلك لقلة مستوى التغذية في الجسم.
عندما يحدث توقف في تدفق الدم في منطقة معينة نتيجة ضغط للجلد، يحتاج الجلد للأكسجين بشكل كبير، ثم يتحول إلى اللون الأحمر ويلتهب ثم تحدث القرحة.
حتى إذا حدث خلل في تدفق الدم في الجلد، أو أي خلل في الطبقة الخارجية للجلد يمكن أن يسبب ظهور قرح. أيضاً بعض أنواع الملابس غير المريحة، والأسرة الخشنة أو الأحذية التي تحك بالجلد يمكن أن تسبب إصابات بالجلد.
إن تعرض الجلد لفترة طويلة للبلل نتيجة العرق أو البول يمكن أن يتسبب في حدوث التهاب في سطح الجلد.

## الأعراض

النقاط توضح أماكن القرحة: فالنقاط الحمراء تشير إلى القرح التي تظهر في وضعية الاستلقاء، بينما النقاط الزرقاء تشير إلى أماكن القرح التي تظهر بوضعية الاستلقاء الجانبي.

يتم تصنيف إصابات الضغط حسب شدة الأعراض من المرحلة الأولى التي تعد أخف المراحل إلى المرحلة
الرابعة التي تعد الأسوأ.
المرحلة الأولى:منطقة جلدية بها تغير في اللون وألم. قد يختلف اللون استنادًا إلى درجة لون الجلد: فالجلد
الفاتح قد تبدو فيه البقعة حمراء؛ والجلد الداكن قد تبدو البقعة فيه زرقاء أو أرجوانية. هذه علامة على بداية
تكون إصابة بإصابة الضغط. قد يكون الجلد دافئًا أو باردًا، صلبًا أو ناعمًا.
المرحلة الثانية: يكوّن الجلد بثورًا أو قرحًا مفتوحة. قد تكون المنطقة المحيطة بالقرحة حمراء أو ملتهبة.
المرحلة الثالثة: يكوّن الجلد في هذه المرحلة ثقبًا مفتوحًا عميقًا يسمى أُقنة. وتتلف الأنسجة التي تحت الجلد.
وربما يمكنك رؤية الدهون في هذه الأقنة.
المرحلة الرابعة: تصبح إصابة الضغط عميقة جدًا لدرجة تؤدي إلى تلف العضلات والعظام وفي بعض
الأحيان يصل التلف إلى الأوتار والمفاصل.
وهناك نوعان آخران من إصابة الضغط لا يتناسبان مع أي من المراحل الأربع:
• تكون القرح «غير المستقرة» مغطاة بالجلد الميت ذي اللون الأصفر أو الأسمر أو الأخضر أو البني. يجعل
الجلد الميت من الصعب معرفة مدى عمق القرحة.
• وتسمى إصابات الضغط التي تتكون في الأنسجة العميقة تحت الجلد إصابات الأنسجة العميقة. قد يكون لون
المنطقة المصابة أرجواني داكن أو كستنائي، وقد تتكون نفطة مملوءة بالدم تحت الجلد. قد يتطور هذا النوع
من إصابة الجلد بسرعة ليصبح في المرحلة الثالثة أو الرابعة من مراحل إصابة الضغط.

## الوقاية
تكون قرح الفراش مؤلمة جداً، وتتسبب في طول مدة إقامة المريض بالمستشفي أو في الرعاية الصحية بالمنزل.
الوقاية من الإصابة هي أهم الأولويات، حيث أن الرعاية الصحية السليمة تمنع حدوث إصابات كبيرة.
تحتاج دائما الوقاية من حدوث القرحة إلى المشاركة أهل المريض ورعايتهم بجانب الممرضة أو الطبيب. حيث أن فحص جلد وجسم المريض بشكل دوري يساعد على إدراك حدوث المرض مبكراً، ومحاولة العلاج.
علامات احمرار الجلد، أي أول العلامات، هي التي تنبه بضرورة عمل الاحتياطات اللازمة لمنع حدوث القرحة. أما بالنسبة للمناطق العظمية في جسم الإنسان فيمكن استخدام الأشياء الناعمة علي الجسم مثل القطن وذلك لمنع حدوث احتكاك مع الجلد.
يمكن أيضاً حشو الأسرة والكراسي المتحركة بالقطن. أو الوسائد الناعمة وذلك للتقليل من الضغط.
بالنسبة للأشخاص الذين لا يستطيعون الحركة فيجب أن يغيروا اتجاه النوم كل فترة وبشكل منتظم، وأفضل الاقتراحات هو تغيير الاتجاه كل ساعتين على الأقل وبقاء سطح الجلد نظيفا وجافاً دائماً.
يمكن أيضاً استخدام المراتب الهوائية الخاصة لتجنب الإصابة.
أما بالنسبة للأشخاص الذين يعانون بالفعل من قرح الفراش في أماكن مختلفة من الجسم فيمكن استخدام المراتب الهوائية والمصنوعة من المطاط الإسفنجي وذلك لتخفيف حدة الضغط وتساعد أيضاً علي تخفيف الآلام.

## العلاج
علاج قرحة الفراش أصعب بكثير من منع حدوثها. في بداية مرحلة حدوث القرحة يمكن الشفاء منها بسهولة بمجرد تغيير الضغط علي الجسم. وأيضاً عن طريق تحسين المستوى العام للصحة والتغذية وتناول البروتينات والسعرات الحرارية الزائدة.
ويمكن استخدام العسل (في حال عدم وجود إنتانات أو التهابات) باعتباره أفضل مرهم، مع المحافظة التامة على النظافة بالتعقيم المناسب.
أما إذا حدث جرح في الجلد، فيمكن تغطيته بالشاش وحمايته فذلك يساعد علي شفاءه سريعاً.
هناك أنواع شاش خاصة تمنع الالتصاق بالجرح. إذا حدثت إصابة بالقرحة فيمكن شطفها برفق شديد بالصابون أو بمضادات الالتهاب حيث يمكن التخلص من المواد الميتة والمصابة بالجرح.
تنظيف الجرح بشكل شديد يزيد من فترة التئام الجرح.
أما بالنسبة لأنواع قرح الفراش الشديدة (العميقة) فيكون من الصعب علاجها.
يتطلب في بعض الأحيان زرع قطعة جلدية سليمة مكان المنطقة المصابة (في حالة الإصابة البالغة) ولكن هذا النوع من العلاج الجراحي لا يمكن استخدامه في أحوال كثيرة، خاصة إذا كان المريض شخص كبير في السن وضعيف من ناحية التغذية الصحية. ويمكن أيضاً العلاج بالمضادات الحيوية.
إذا حدثت إصابة للعظام تحت القرحة (في الحالات المتأخرة للإصابة) فيكون من الصعب جداً العلاج وقد تحتاج الحالة إلى أسابيع طويلة وعلاج بالمضادات الحيوية.
على الصعيد الدولي حدث تطور علاجي كبير منذ عام 2014، حيث اجتمع خبراء من الدول التالية: (أستراليا ونيوزيلندا وسنغافورة وهونج كونج) وقاموا بنشر المبادئ التوجيهية المُحدّثة القائمة على الأدلة السريرية، وقد تم تطوير هذه المبادئ التوجيهية من قبل فريق دولي يضم أكثر من 100 متخصص سريري وتم من خلاله تحديث الإرشادات العلاجية والسريرية لعام 2009. يحتوي الدليل على توصيات بشأن إستراتيجيات لعلاج قرحة الضغط، بما في ذلك الراحة في الفراش، وإعادة توزيع الضغط على السطوح الداعمة، الدعم التغذوي، العناية بالجروح (على سبيل المثال التنضير.، التضميد)
```
الاستعانة بالفيزياء الحيوية (على سبيل المثال التحريض الكهربائي).
```

التنضير:
ينبغي إزالة الأنسجة الميتة في معظم قرحة الضغط. الكعب هو استثناء في كثير من الحالات عندما لا تكون إمدادات الدم للأطراف كافية. الأنسجة الميتة هي منطقة مثالية للنمو البكتيري. هناك خمس طرق لإزالة الأنسجة الميتة.
1- التنضير ذاتي المصدر: هو استخدام الضمادات الرطبة لتعزيز الانحلال الذاتي من خلال إنزيمات الجسم نفسه وخلايا الدم البيضاء. إنها عملية بطيئة، ولكن في معظم الحالات غير مؤلمة، وأكثر فعالية في الأشخاص الذين لا يعانون من اضطراب مناعي.
2-التنضيرالبيولوجي: أو التنضير باليرقات: هو استخدام الديدان الطبية لتتغذى على الأنسجة الميتة، وذلك لتنظيف الجرح من البكتيريا الزائدة
3- التنضير الكيميائي، أو التنضير الأنزيمي، هو استخدام الانزيمات التي تعزز إزالة الأنسجة الميتة.
4- التنضير الميكانكي: هو التنضير باستخدام الضمادات، أو من خلال جهاز التحريك السريع، أو الموجات فوق الصوتية لسلخ الجروح الثابتة
5. التنضير الجراحي، أو الحاد: هو أسرع طريقة، كما أنه يسمح للجراح بإزالة الأنسجة الميتة بسرعة.
بعض المبادئ التوجيهية للتضميد:
- لا مفرزات إلى مفرزات خفيفة: تغطية المفرزات بالشاش والتضميد بشريط لاصق أو ضماد مركب
- المفرزات معتدلة إلى الثقيلة: التغطية برغوة ضمادية والتضميد بشريط لاصق أو ضماد مركب
- الفلوث متكرر: التغطية بالمحاليل الغروانية، والتضميد بالفيلم أو ضماد مركب
- الجلد هش: ضماد قابل للتمدد أو شبكة قابلة للتمدد

## الغذاء
عند دخول المستشفى يجب على المريض التشاور مع اختصاصي التغذية لتحديد أفضل نظام غذائي لدعم الشفاء بما أن الأشخاص الذين يعانون من سوء تغذية لا يملكون القدرة على إنتاج ما يكفي من البروتين لإصلاح الأنسجة.
إذا كان المريض يعاني من خطر سوء التغذية من المهم تزويده بالمكملات الغذائية بما في ذلك الأرجنين، جلوتامين، فيتامينA، فيتامين B المركب، فيتامين E، فيتامين C، مغنيسيوم، سيلينيوم وزنك. من المهم أن يشرف الطبيب على تناول هذه الفيتامينات والمعادن بما أن العديد من هؤلاء يمكن أن يكون ضاراً إذا تم تناول جرعات غير صحيحة.